# Brasão de Erechim

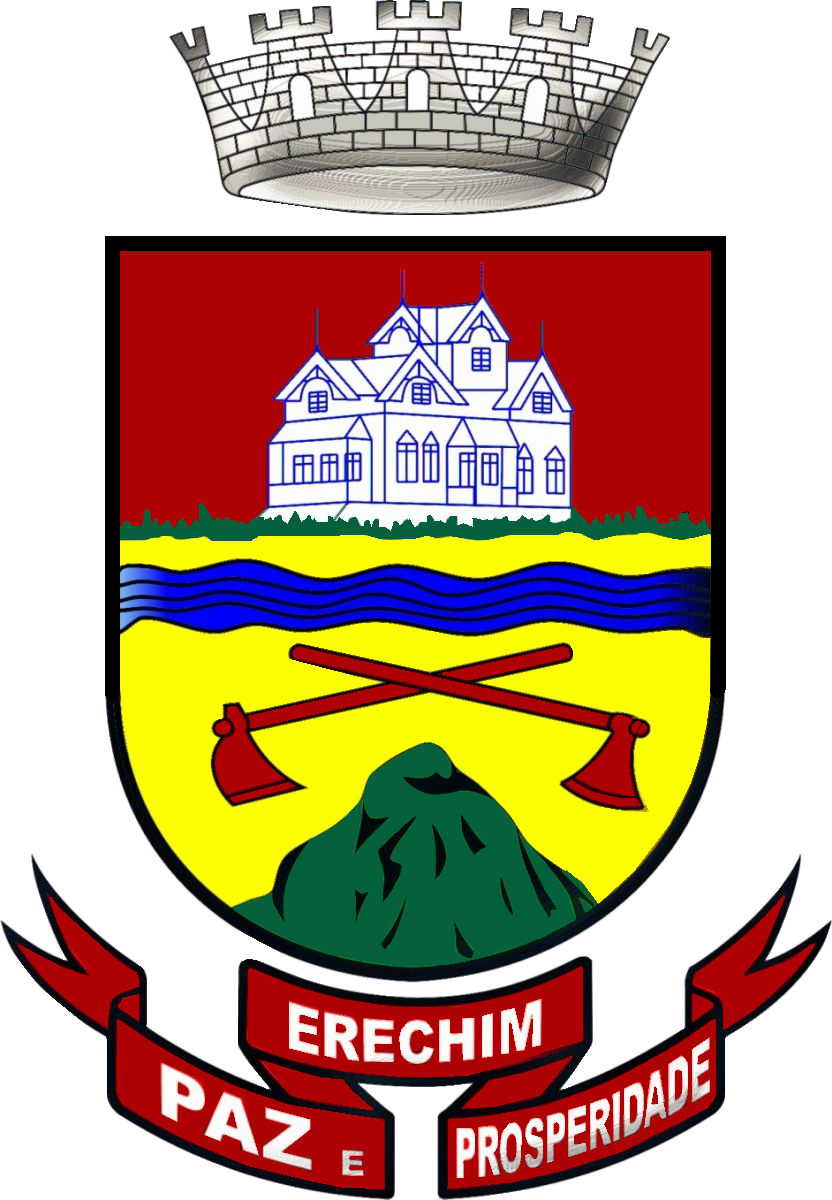
Brasão de Erechim

O Brasão de Erechim é um símbolo de Erechim, município do estado do Rio Grande do Sul, Brasil.
Ele traz as cores representadas na bandeira alternativa do município: azul, vermelho e verde. Contém símbolos que representam uma coroa, uma enxada e um machado cruzados sobre um monte, um rio e o tradicional prédio Castelinho. No canto inferior, são destacadas as palavras: "Erechim, paz e prosperidade".